# Lei de Megan
A Lei de Megan (em inglês:  Megan's Law) é a denominação informal dada para algumas leis dos Estados Unidos da América que exigem que as autoridades tornem disponíveis para a população uma lista contendo registro dos condenados por crimes sexuais. Leis foram criadas em resposta ao assassinato de Megan Kanka. A Lei Federal Megan foi promulgada como uma subseção do Ato de Registro de Crimes contra Crianças e Crimes de Roubo Sexual de Jacob Wetterling de 1994, que meramente exigia que criminosos sexuais se registrassem nas forças de segurança locais.
Todos os estados americanos decidem individualmente quais as informações devem constar do registro dos criminosos sexuais, e bem como será disseminada a lista registral. É bastante comum o registro público conter o nome, a foto, o endereço, o tempo de cumprimento da pena e a natureza do crime. As informações são comummente encontradas em sites da internet de acesso livre e gratuito, mas podem ser publicadas em revistas, distribuídas em panfletos, ou divulgadas por qualquer outro meio.
Na esfera federal, a lei de Megan é conhecida como "Sexual Offender (Jacob Wetterling) Act of 1994", de modo a forçar as pessoas condenadas por crimes sexuais contra crianças a comunicar/notificar as autoridades locais judiciais a respeito de qualquer mudança de endereço ou de emprego após a saída da custódia oficial do Estado (prisão, hospital psiquiátrico, etc). A imposição da exigência de comunicar/notificar as autoridades judiciárias pode ser por um certo e determinado período de tempo (durante 10 anos por exemplo), ou de maneira permanente.
Alguns estados podem legislar sobre o registro, e a espécie de crime, ainda que não haja criança envolvida. É considerada uma deslealdade/traição na maioria das jurisdições a ocorrência de falha no registro ou na atualização do seu conteúdo.

### Contexto Histórico
A ‘’Lei de Megan’’ surgiu no Estado de Nova Jersey, nos Estados Unidos, como resposta ao estupro e consequente assassinato da jovem de sete anos Megan Kanka, em 1994, por Jesse Timmendequas - um criminoso sexual que já havia sido condenado anteriormente por molestar duas crianças. Na época do fato, Timmendequas já havia cumprido sua pena, no entanto, essas informações eram desconhecidas por seus vizinhos. 
O crime despertou enorme comoção popular e midiática, o que fez com que a comunidade reivindicasse a criação de uma lei que pudesse obrigar pessoas condenadas por crimes sexuais a se registrarem nos departamentos policiais de suas regiões. Nesse cadastro, dados como o crime pelo qual foram condenadas, o local onde vivem e trabalham, o carro que dirigem, entre outros, serviriam para que essas pessoas pudessem ser facilmente identificadas por qualquer cidadão, uma vez que estariam à disposição para acesso público. 
O número de petições para que a legislação fosse criada aumentou substancialmente no Estado de Nova Jersey, exigindo que a população tivesse o direito de ser informada sobre a existência de ‘’predadores sexuais’’ nos arredores de suas residências. Os pais da vítima conseguiram reunir mais de 430.000 assinaturas, o que culminou com a criação da Lei de Megan de Nova Jersey (‘’sex offender community notification’’): a primeira legislação estadual destinada à notificação comunitária sobre a existência de criminosos sexuais nas redondezas.
A Lei de Megan foi expandida para o cenário nacional em 1996, quando o Congresso norte-americano a aprovou como uma emenda à legislação federal ‘’Jacob Wetterling Crimes Against Children’s Act” - aprovada no mesmo ano da Lei de Megan do Estado de Nova Jersey. A finalidade da lei federal era impor aos demais Estados que criassem um registro dos indivíduos condenados por crimes sexuais e outras ocorrências praticadas contra crianças. A modificação do ‘’Jacob Wetterling Crimes Against Children’s Act” exigia que os estados dispusessem essas informações de modo público. 

### A Lei de Megan nos Estados Unidos
Com a promulgação da Lei de Megan, exigia-se que os Estados norte-americanos possuíssem um registro e um sistema de notificação sobre os ‘’sex offenders’’. Devido a sua autonomia, cada Estado possui modelos distintos para operar o banco de dados de sua região. 
Normalmente, a informação disponível ao público consiste no nome do condenado, foto, endereço, data da prisão e crime cometido. Entretanto, Estados como a Califórnia possuem informações muito mais específicas, como data de nascimento, peso, altura, além de informações físicas como cicatrizes e tatuagens.
Todas as informações podem ser facilmente encontradas em páginas da internet, além de ser permitida a sua publicação em jornais, panfletos e outros veículos de comunicação. Na atualidade, todos os cinquenta Estados possuem bancos de dados em conformidade com o que está disposto na Lei de Megan.
No ano de 2017, a ‘’Lei de Megan Internacional’’ entrou em vigor nos Estados Unidos. Trata-se de uma legislação que obriga os que já foram condenados por crimes sexuais a possuírem no verso de seus passaportes a informação de que já cometeram crimes dessa natureza. Há também variadas restrições a esses indivíduos no âmbito legal: na Flórida, Estado que possui uma das legislações mais rigorosas no que diz respeito aos condenados por crimes sexuais, existem delimitações das regiões e das distâncias que os chamados ‘’sex offenders’’ devem estar de certos locais, as proximidades de escolas, bibliotecas, parques e até mesmo pontos de ônibus estão proibidas para os condenados estabelecerem residência. Já no Estado da Louisiana, esses indivíduos são obrigados a pagar uma taxa anual de U $60,00 à agência em que o registro é realizado, com a justificativa de que esse valor serve para a manutenção do banco de dados.

### Consequências da Lei
Nos Estados Unidos, o seu país de origem, há pouca ou nenhuma evidência de que o cadastro de sex offenders é eficaz na prevenção de crimes. Além disso, é comum que as informações do cadastro estejam erradas ou desatualizadas. Na Flórida, por exemplo, a metade dos criminosos sexuais registrados não vivem nos endereços que constam no sistema. Ou seja, mesmo os Estados Unidos, com uma década de experiência com a Lei de Megan, ainda se mostra ineficiente em executar o cadastro. 
Ademais, trata-se de um mito a concepção de que a maioria dos violentadores de crianças são desconhecidos da vítima. Na verdade, a maior parcela das agressões sexuais ocorrem no âmbito doméstico, perpetradas por cuidadores da criança, tais como pai e padrasto. A Lei de Megan causa uma ilusão de segurança: os responsáveis podem desviar sua atenção para estranhos e esquecer que quem mais ameaça seus filhos provavelmente mora em sua casa ou leciona em sua escola. 
Esse mito prejudica muitas vítimas na hora de denunciarem o crime. Várias  crianças, ao contarem sobre o abuso, são desacreditadas, já que, de acordo com o senso comum, agressão sexual incestuosa não é algo que acontece com frequência. Além disso, com a Lei de Megan, é possível intuir quem foi a vítima através do nome do agressor. Cria-se, então, uma forte exposição ao sobrevivente do crime, reafirmando sentimentos como vulnerabilidade e vergonha, já tipicamente consequências do estupro. É possível, então, que as vítimas sejam inibidas a denunciarem, temendo uma revitimização. 
Tratando, agora, sobre os criminosos que estão no cadastro, há diversas consequências. A maioria delas dificulta, e muito, a reabilitação dessas pessoas após a prisão. Em torno de 20% relatou perda de emprego após o chefe ou os seus colegas descobrirem seus antecedentes criminais; mais de 20 por cento relataram ter de se mudar de moradia alugada, após senhoria ou vizinhos descobrirem; pouco menos de 20% tiveram sua propriedade vandalizada. Há também relatos de ameaças e injúrias (21%) e violência física (10%) por parte dos vizinhos. 
Tratando-se, então, das consequências psicológicas da Lei de Megan nos agressores, há reações das mais diversas. A maior parte deles relata sentimentos de solidão (54%), estresse (62%) e perda de esperança pelo futuro (55%). No entanto, boa parte deles também conta que há consequências positivas: 74% sentem-se mais motivados em não voltar a praticar violência sexual, 58% acreditam que a maioria das pessoas que sabem que eles são sex offenders os apoiam em sua recuperação e 34% acreditam que a Lei de Megan provém maior segurança nas comunidades.
No entanto, o cadastro também impacta pessoas que não tem relação alguma com o crime. Estudos comprovam que há um impacto econômico relacionado à desvalorização das casas vizinhas a um agressor sexual, sem falar do grande custo que causa aos cofres públicos manter o registro atualizado. Ademais, familiares de agressores declaram ter sofrido algum tipo de dano devido aos efeitos colaterais da Lei de Megan. Essa “punição”, obviamente, extrapola os limites do criminoso, ferindo o princípio da responsabilidade pessoal do agente.

### A Lei de Megan no Brasil
No Brasil, ainda que quase duas décadas depois da experiência norte-americana, surgiram propostas legislativas de implantar no país projetos nos moldes da Lei de Megan. 
Em 2009, tramitou no Senado Federal o PL 338/2009, que, por meio de uma modificação da Lei 8.069/1990, tinha como objetivo criar um banco de dados dos que já haviam sido condenados por crimes sexuais contra crianças e adolescentes, de caráter nacional e público. Este projeto foi arquivado em 23.12.2014, apesar de ter sido aprovado com modificações específicas em duas comissões sobre o tema. Já o PL 629/2015, que possuía como objetivo a criação e organização do Cadastro Nacional de Pedófilos, tramitou na Câmara dos Deputados e foi aprovado em 01/10/2020. A agora Lei nº 14.069/2020 cria o Cadastro Nacional de Pessoas Condenadas por Crime de Estupro e informa as características físicas, fotos, local de moradia e atividade laboral desenvolvida, nos últimos três anos, em caso de concessão de livramento condicional dos indivíduos condenados por tal crime.
A Polícia Civil de São Paulo, antes mesmo do PL 629/2015, já havia criado um banco de dados para informar não apenas sobre condenados por crimes sexuais contra crianças e adolescentes, mas também sobre suspeitos: Criado e alimentado pela 4.ª Delegacia de Repressão à Pedofilia de São Paulo, o cadastro reúne informações sobre suspeitos de todos os casos dos denominados “crimes de pedofilia” no Estado de São Paulo desde novembro de 2011, não existindo dados sobre a eficácia desta ferramenta para a redução de crimes sexuais.
No Estado do Mato Grosso, entrou em vigor a Lei 10.315/2015, responsável por criar o Cadastro Estadual de Pedófilos. Concebida pelo deputado Airton Português, a lei - de forma inédita - assemelha-se à Lei de Megan norte-americana, uma vez que torna públicos os dados dos indivíduos e permite a consulta de informações contidas no cadastro. Os registros possuem dados pessoais e a fotografia tanto de condenados, quanto de suspeitos ou indiciados por crimes sexuais contra crianças e adolescentes. 
Em Santa Catarina, o PL 0134.3/2016, apresentado pelo deputado Neodi Saretta, foi uma tentativa de aproximar a legislação estadual ao que está disposto na Lei de Megan. O Projeto pretendia instaurar o ‘’Cadastro Estadual de Crimes de Pedofilia e Violência Sexual’’.
O artigo 5º do Projeto almejava inserir dados pessoais do condenado, além de foto, características físicas, grau de parentesco com a vítima, local do crime, endereço atualizado do indivíduo, além de informações sobre seu histórico criminal e execução da pena. 